# 塔皮拉蒂巴
塔皮拉蒂巴是巴西圣保罗州的一个市镇。总面积220.575平方公里，总人口12246人，人口密度55.5人/平方公里。